# Homem de Osterby

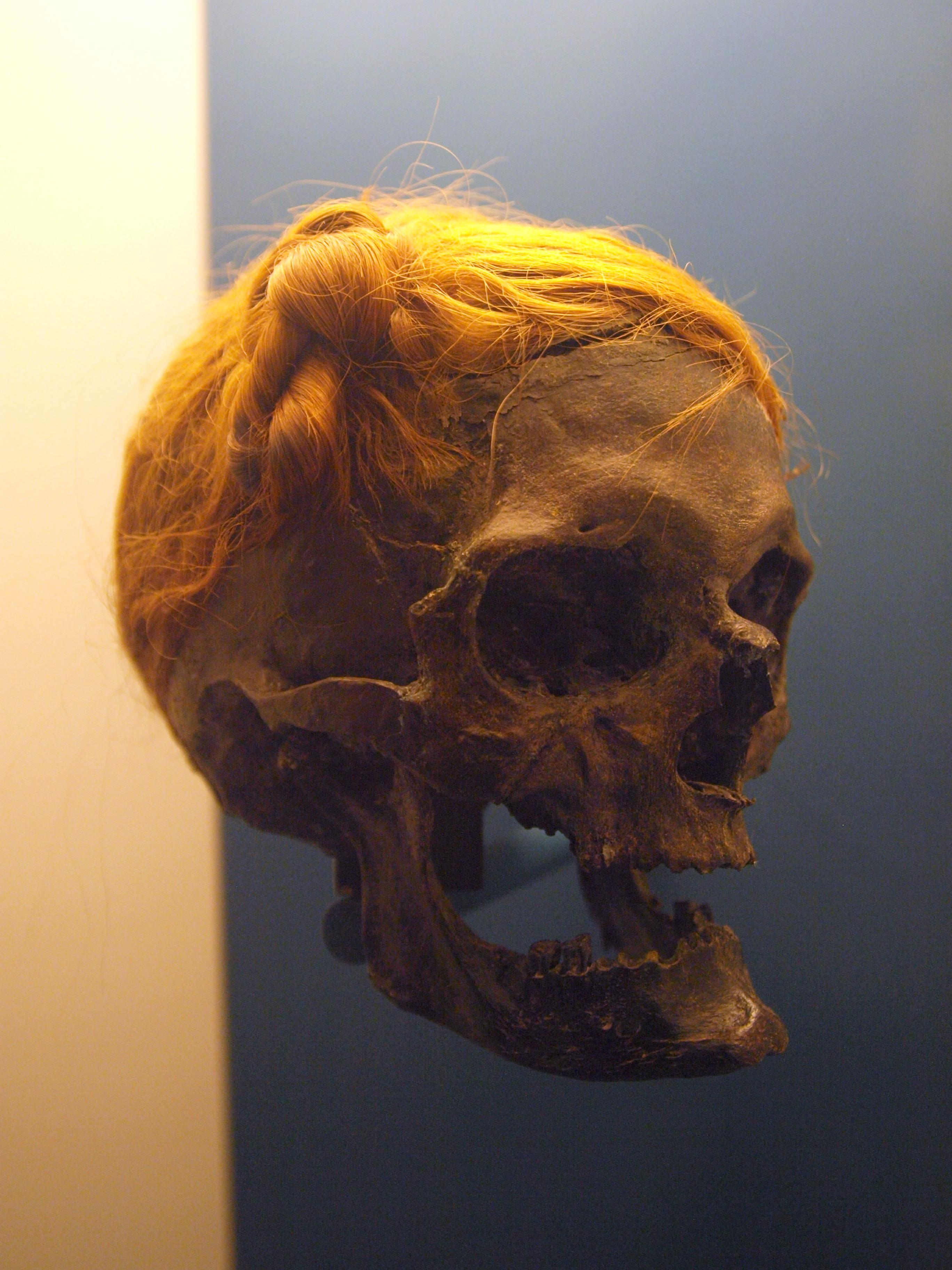
Osterby Man

Homem de Osterby Man ou A Cabeça de Osterby (em dinamarquês:  Østerbymanden) é um corpo de pântano do qual apenas o crânio e os cabelos sobreviveram. Foi descoberto em 1948 por cortadores de turfa no sudeste de Osterby, na Alemanha. O cabelo está amarrado em um nó suebiano. A cabeça está no Museu Arqueológico do Estado no Castelo Gottorf em Schleswig, Schleswig-Holstein. 

## Descoberta
A cabeça foi descoberta em 26 de maio 1948 por Otto e Max Müller de Osterby, que estavam cortando turfa em terra de seu pai. Foi encontrado aproximadamente 65 a 70 cm abaixo do nível do solo atual. A cabeça estava envolvida em fragmentos de uma capa de camurça, que Max Müller notou sobressaindo da turfa. A descoberta foi relatada ao museu em Schleswig; apesar da busca intensiva por parte dos irmãos e de outros, nada mais foi encontrado.

## Descrição e análise
O crânio estava envolto em fragmentos de uma capa de pele de camurça e havia sido danificado ao atingir um objeto pontiagudo antes de ser afundado no pântano. 

### Antropologia
O crânio foi quebrado em vários pedaços. Os ácidos no pântano descalcificaram o osso, que encolheu um pouco e é marrom escuro. Os cabelos e pequenas seções do couro cabeludo estão bem preservados, mas a pele e outros tecidos moles da face desapareceram. Há uma grande ferida no lado esquerdo da cabeça, que pode ter sido fatal: o crânio foi pressionado por um golpe com um objeto pontiagudo sobre uma área de aproximadamente 12 cm de diâmetro, e o osso da têmpora esquerda foi quebrado com lascas penetrando na área do cérebro. O crânio também havia sido deformado pelo peso da turfa acima dele, mas a área facial está geralmente bem preservada. Evidências esqueléticas sugerem um homem com 50 a 60 anos de idade. As marcas de corte na segunda vértebra cervical mostram que a cabeça foi cortada. O crânio foi estabilizado para exibição com enchimento de gesso . 
O cabelo é fino e levemente ondulado, com 28 cm de comprimento. Foi colorido de um marrom avermelhado pelos ácidos no pântano; A análise microscópica mostrou que tinha sido loiro escuro e que o homem tinha cabelos brancos. Em um reexame em 2005, a análise isotópica mostrou que, pelo menos durante o último ano de vida, o homem comia carne notavelmente raramente e não comia frutos do mar. A análise parasitológica do cabelo não mostrou piolhos, incomuns para a época.

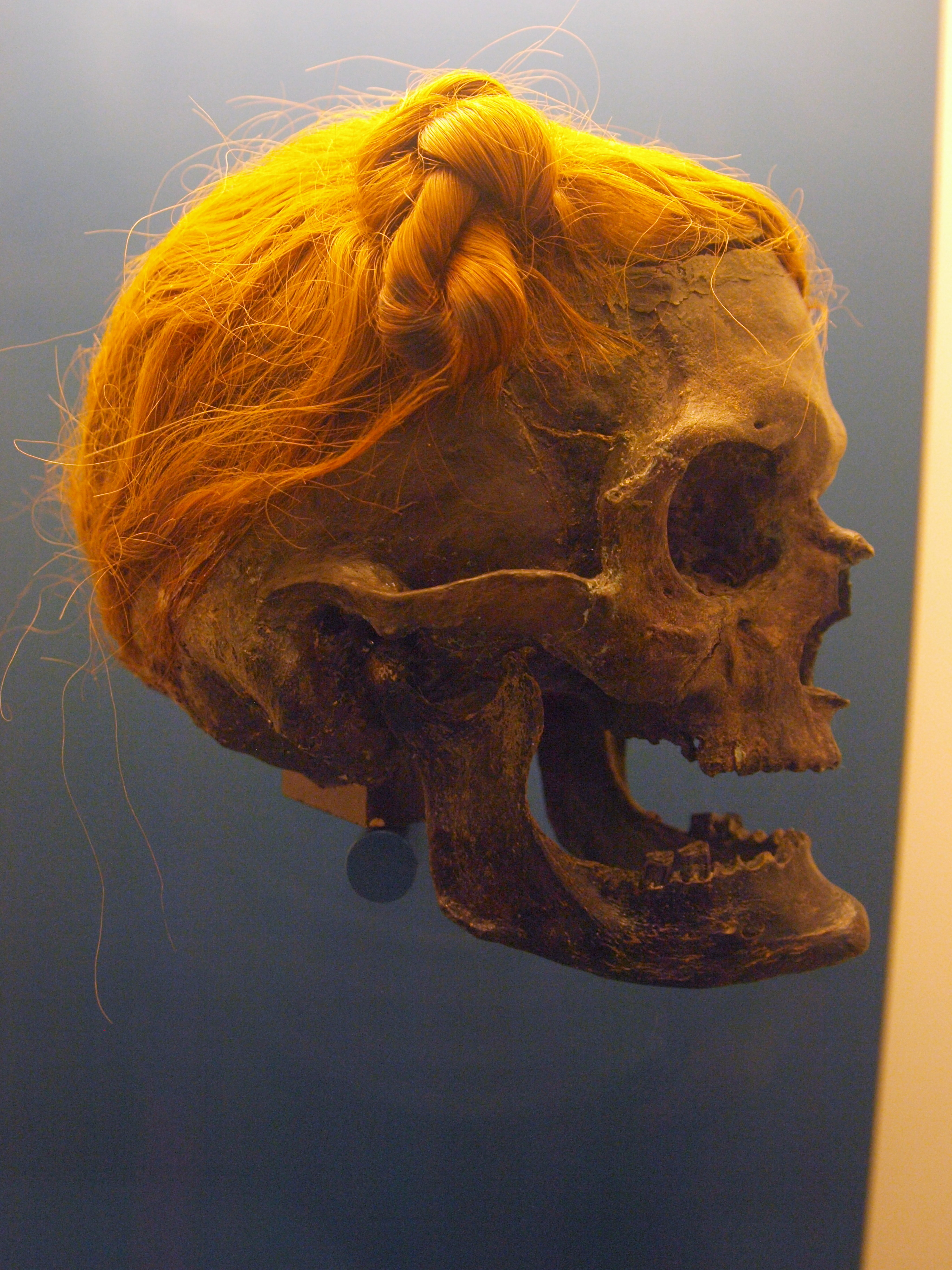
Vista lateral, mostrando o nó suebiano

### Penteado
O cabelo está extraordinariamente bem preservado e é amarrado acima da têmpora direita em um nó suebiano. Tácito descreve isso no capítulo 38 de sua Germania como uma característica dos homens livres entre a tribo germânica de Suebi. O nó aparece em várias representações romanas e em pelo menos um outro corpo de pântano, Homem de Dätgen (que o usava na parte de trás da cabeça). Osterby apresenta o nó suebiano em seu brasão de armas desde 1998.

### Capa de pele
O crânio estava envolto em fragmentos de uma peça de vestuário, medindo aproximadamente 40 por 53 cm , constituído por pedaços de couro curtidos costurados. A análise microscópica sugeriu, com base nos cabelos, que eram de corça. A abertura do pescoço era forrada com uma tira de couro de cerca de 1 cm. Todas as costuras foram costuradas com pequenos pontos no intestino. Alguns pareciam ser reparos. Arqueólogos têxteis identificaram a peça como uma capa de pele; capas semelhantes foram encontradas em outros achados arqueológicos, incluindo a Mulher de Elling, Mulher de Haraldskær, Garota de Dröbnitz, Garoto de Kayhausen e Jührdenerfeld Man. 

### Tratamento
Peter Löhr realizou a análise antropológica, que determinou que o crânio havia encolhido enquanto imerso no pântano. Para sua tese de doutorado, ele realizou experimentos envolvendo imersão e secagem repetidas e medições detalhadas; em sua opinião, a imersão fazia com que inchasse quase às suas dimensões originais. Os dados de Löhr incluíram dentes marcadamente encolhidos e o maxilar inferior completo associado ao crânio, que possui um queixo saliente. No entanto, análises mais recentes mostraram que, em sua preparação original do crânio para exibição, Karl Schlabow adicionou uma mandíbula inferior não relacionada. 

### Datação
O nó suebiano indica que o homem morreu no final da Idade do Ferro ou no período romano, e a datação por radiocarbono também indica uma data entre 75 e 130 d.C.;  no entanto, a amostra de cabelo usada foi retirada da coleção particular de Alfred Dieck e pode, portanto, não ser confiável.

## Interpretação
Outros corpos de pântanos da Idade do Ferro também foram decapitados; o corpo do Homem de Dätgen, que também tinha um nó suebiano, foi encontrado a vários metros de sua cabeça. A decapitação junto com o crânio fraturado indica execução deliberada por vários métodos. É impossível determinar se o Homem de Osterby foi afundado no pântano como punição judicial ou sacrifício, ou se seu corpo também foi depositado no pântano; mas foi sugerido que sua idade relativamente avançada pode indicar uma morte honrosa.